# Zvonička v Libuši
Zvonička v Libuši v Praze se nachází v centru obce na prostranství před poštou. V roce 2024 byl podán návrh na její prohlášení kulturní památkou.

## Historie
Zvonička pochází z 2. poloviny 19. století. Údajně ji kolem roku 1870 zhotovili kameníci z Kamenného Přívozu v době svého odpočinku, kteří v pracovali na stavbě Vinohradského tunelu. Časem zchátrala, přišla o zvon a její stříška se začala rozpadat.
V roce 2005 došlo k její celkové rekonstrukci; byla doplněna chybějící stříška, jejíž repliku vytvořil kamenosochař Josef Skalický, a instalován nový zvon, který zhotovilo zvonařství Manoušek ze Zbraslavi.

## Popis
Kamenná pilířová zvonička je vysoká téměř 5 metrů. Je zhotovena ze světle šedé, středně až hrubě zrnité biotitické žuly, pravděpodobně požárské. Je složena ze tří částí - z podstavce, dříku a kaplice se zvonem. Dřík jako toskánský sloup je umístěný na vysokém profilovaném hranolovém podstavci (výška 125 cm). Na jeho vrcholu je posazena kvadratická kaplice, která je otevřena čtyřmi půlkruhově lomenými otvory tak, aby vynikl uvnitř zavěšený drobný zvon. Vrchol je bez obvyklého vrcholového křížku.
Současný zvon nese nápis:
```
„PRAHALIBUŠ/L. P. 2005.“
[
1
]
```